# Erreà
Erreà (pronunțat [ɛr.re.ˈa]) este un producător italian de articole sportive înființat în 1988 cu sediul în Torrile.
Pe lângă îmbrăcăminte sportivă compania produce în principal echipamente sportive pentru fotbal, rugbi, handbal, volei, baschet și fitness.
Erreà este primul producător mondial de echipament sportiv, care a primit Oeko-tex standard. Acest lucru asigură că toate materiile prime folosite nu au substanțe chimice dăunătoare și sunt utilizate în producții fără poluanți nocivi.
Pe lângă Italia, marea majoritatea a clienților se găsesc în Marea Britanie, unde mai multe cluburi de fotbal din League One, Football League Two, Conference National, au  Erreà ca echipament. 
Printre cei mai cunoscuți clienți italieni se includ cluburile de fotbal FC Parma și Delfino Pescara din clasa Serie A.